# Marc Silvestri
Marc Silvestri (3 de marzo de 1958) es un historietista estadounidense, artista y publicador. Actualmente es el Director ejecutivo de Top Cow Productions. 

## Biografía
Nacido en Palm Beach, Florida, Silvestri inició su carrera en Marvel Comics, y es conocido por ser el ilustrador de Uncanny X-Men entre 1987 y 1990. Después pasó dos años ilustrando el título Wolverine.
En 1992 Silvestri se convirtió en uno de los siete artistas  - junto con Jim Lee, Whilce Portacio, Rob Liefeld, Erik Larsen, Todd McFarlane y Valentino - que originalmente formaron la compañía de historietas Image Comics. Los títulos de Silvestri fueron publicados bajo el sello Top Cow, con Cyberforce siendo el primer título en ser publicado. Lo demandante del trabajo de publicar significó que el tiempo que Silvestri invertía en sus ilustraciones se redujera. Los guiones de muchas de las historias de Silvestri fueron hechos por su hermano, Eric Silvestri.
Disputas con sus compañeros en Image hicieron que Silvestri dejara brevemente la compañía en 1996, pero regresó rápidamente después de que Rob Liefeld cortara sus propios vínculos con Image.
Los éxitos de Top Cow incliyen los títulos Witchblade, The Darkness, Inferno Hellbound (publicación que fue interrumpida por razones desconocidas) y Fathom.
En el 2004, Silvestri hizo un breve regreso a Marvel para  ilustrar numeras ediciones de X-Men, colaborando con el escritor Grant Morrison.  Después, en ese mismo año, lanzó un nuevo título para Top Cow, Hunter-Killer, con el escrito Mark Waid.  Proporcionó las portadas para la miniserie de Marvel Comics, X-Men: Deadly Genesis por Ed Brubaker y Trevor Hairsine.
En junio del 2006, Top Cow lanzó una edición #0 de Cyberforce presentando el trabajo de Silvestri.